# Bol d'Or
Il Bol d'Or è una competizione motociclistica di velocità e durata che si è svolta su vari circuiti francesi, a partire dal 1922. In epoca moderna, dal 1971 al 1977 sul Circuito Bugatti, dal 1978 al 1999 si è svolta sul Circuito Paul Ricard e dal 2000 fino al 2014 la gara viene effettuata sul Circuito di Magny Cours, per tornare a corrersi al Le Castellet dall'edizione del 2015.
La gara fa parte del campionato mondiale Endurance, si svolge sull'arco delle 24 ore e ogni squadra schiera per ogni moto tre piloti che si alternano alla guida. Fino al 1981 erano due piloti con turni di 90 minuti.
È solitamente in calendario nella seconda settimana di settembre.

## Storia

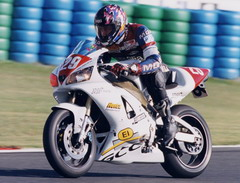
Alain Duchosal al Bol d'Or del 2000.

La gara venne ideata da Eugène Mauve, imprenditore in campo aeronautico e grande appassionato di motociclismo. Per il Bol d'or, Mauve si ispirò all'omonima gara ciclistica che si svolgeva sul circuito di Le Mans.
La prima edizione del 1922 si tenne sul circuito di Vaujours, posto nella punta nord-est della Petit couronne parigina e sostanzialmente composto da alcune strade nei dintorni della cittadina francese. Il regolamento era molto semplice e prevedeva la partecipazione, oltre alle motociclette, anche di cyclecar e sidecar, assegnando la vittoria al pilota che avesse percorso il maggior numero di chilometri nell'arco di 24 ore dal via. La vittoria fu del lionese Tony Zind in sella alla Motosacoche 500, che riuscì a percorrere 1.254 chilometri, alla media di oltre 52 km/h.
La manifestazione registrò un enorme successo di pubblico e per la seconda edizione del 1923 si fecero le cose in grande, utilizzando il circuito "des Loges" nel bosco vicino a Saint-Germain-en-Laye, ed installando grandi tribune nel tratto del traguardo, illuminato durante le ore notturne dall'esercito francese. Molti gli spettatori parigini giunti grazie al collegamento con la stazione di Saint-Lazare e molte anche le polemiche che precedettero la gara, circa il divario tra le categorie ammesse. La vittoria fu nuovamente conquistata dal binomio Zind-Motosacoche.
Il Bol d'or si disputò su quel circuito fino al 1936, con la sola eccezione del 1927, anno in cui si corse a Fontainebleau in quanto il municipio di Saint-Germain si rifiutò di concedere i permessi, a causa dell'incidente occorso nella precedente edizione: un sidecar era uscito di pista, finendo tra la folla e provocando alcuni morti.

### Gli italiani al Bol d'or
Se si esclude l'italo-francese Jonghi, vittoriosa nel 1932, l'unica moto italiana a conquistare il Bol d'Or fu la Moto Guzzi 250 Albatros, condotta dal pilota francese Pierre Collignon, nell'edizione del 1952 sul circuito di Montlhéry. Va ricordata anche la vittoria della classe 250 ottenuta dalla Sertum nel 1948, con Guido Benzoni (quarto assoluto).

Degne di nota sono anche le partecipazioni italiane nel 1986 della Ducati con la "748 IE" sperimentale dotata del primo 4 valvole desmo e condotta da Lucchinelli-Ferrari-Garriga e la Bimota con la YB4 condotta da Tardozzi-Pirovano-Comitini, che servirono come banco di prova per l'introduzione di nuove tecnologie sulle loro moto successive.
Nel 2017 Niccolò Canepa vince l'81ª edizione del Bol d'Or diventando il primo italiano a riuscire a vincere questa gara.

## Albo d'oro
| Anno | Circuito                             | Piloti                               | Piloti                               | Piloti                               | Squadra                              | Motocicletta                         |
| ---- | ------------------------------------ | ------------------------------------ | ------------------------------------ | ------------------------------------ | ------------------------------------ | ------------------------------------ |
| 1922 | Vaujours                             | Tony Zind                            | -                                    | -                                    | Motosacoche                          |                                      |
| 1923 | Saint-Germain                        | Tony Zind                            | -                                    | -                                    | Motosacoche                          |                                      |
| 1924 | Saint-Germain                        | René Francisquet                     | -                                    | -                                    | Sunbeam                              |                                      |
| 1925 | Saint-Germain                        | René Francisquet                     | -                                    | -                                    | Sunbeam                              |                                      |
| 1926 | Saint-Germain                        | Damitio                              | -                                    | -                                    | Sunbeam                              |                                      |
| 1927 | Fontainebleau                        | Lempereur                            | -                                    | -                                    | FN                                   |                                      |
| 1928 | Saint-Germain                        | Victor Vroonen                       | -                                    | -                                    | Gillet-Herstal                       |                                      |
| 1929 | Saint-Germain                        | Victor Vroonen                       | -                                    | -                                    | Gillet-Herstal                       |                                      |
| 1930 | Saint-Germain                        | Paul Debaisieux                      | -                                    | -                                    | Monet-Goyon                          |                                      |
| 1931 | Saint-Germain                        | Patural                              | -                                    | -                                    | Velocette                            |                                      |
| 1932 | Saint-Germain                        | Louis Jeannin                        | -                                    | -                                    | Jonghi                               |                                      |
| 1933 | Saint-Germain                        | René Boura                           | -                                    | -                                    | Velocette                            |                                      |
| 1934 | Saint-Germain                        | Robert Vasseur                       | -                                    | -                                    | Velocette                            |                                      |
| 1935 | Saint-Germain                        | René Boura                           | -                                    | -                                    | Norton                               |                                      |
| 1936 | Saint-Germain                        | Edgar Craët                          | -                                    | -                                    | Gillet-Herstal                       |                                      |
| 1937 | Montlhéry                            | Tabart                               | -                                    | -                                    | Norton                               |                                      |
| 1938 | Montlhéry                            | Robert Tinoco                        | -                                    | -                                    | Harley-Davidson                      |                                      |
| 1939 | Montlhéry                            | Édouard Hordelalay                   | -                                    | -                                    | Motobécane                           |                                      |
| 1947 | Saint-Germain                        | Gustave Lefèvre                      | -                                    | -                                    | Norton                               |                                      |
| 1948 | Saint-Germain                        | Jacques Lenglet                      | -                                    | -                                    | BMW                                  |                                      |
| 1949 | Montlhéry                            | Gustave Lefèvre                      | -                                    | -                                    | Norton                               |                                      |
| 1950 | Montlhéry                            | Gustave Lefèvre                      | -                                    | -                                    | Norton                               |                                      |
| 1951 | Saint-Germain                        | Gustave Lefèvre                      | -                                    | -                                    | Norton                               |                                      |
| 1952 | Montlhéry                            | Pierre Collignon                     | -                                    | -                                    | Moto Guzzi                           |                                      |
| 1953 | Montlhéry                            | Gustave Lefèvre                      | -                                    | -                                    | Norton                               |                                      |
| 1954 | Montlhéry                            | Johann Weingartmann                  | Helmut Volzwinkler                   | -                                    | Puch                                 |                                      |
| 1955 | Montlhéry                            | Oldřich Hameršmid                    | Saša Klint                           | -                                    | Jawa                                 |                                      |
| 1956 | Montlhéry                            | Gustave Lefèvre                      | Georges Briand                       | -                                    | Norton                               |                                      |
| 1957 | Montlhéry                            | Gustave Lefèvre                      | Georges Briand                       | -                                    | Norton                               |                                      |
| 1958 | Montlhéry                            | Inizan                               | Mutel                                | -                                    | Triumph                              |                                      |
| 1959 | Montlhéry                            | Jean-Claude Bargetzi                 | Georges Briand                       | -                                    | Norton                               |                                      |
| 1960 | Montlhéry                            | René Maucherat                       | René Vasseur                         | -                                    | BMW                                  |                                      |
| 1969 | Montlhéry                            | Michel Rougerie                      | Daniel Urdich                        | -                                    | Honda                                |                                      |
| 1970 | Montlhéry                            | Tom Dickie                           | Paul Smart                           | -                                    | Triumph                              |                                      |
| 1971 | Le Mans                              | Ray Pickrell                         | Percy Tait                           | -                                    | Triumph                              |                                      |
| 1972 | Le Mans                              | Gérard Debrock                       | Roger Ruiz                           | -                                    | Japauto-Honda                        |                                      |
| 1973 | Le Mans                              | Gérard Debrock                       | Thierry Tchernine                    | -                                    | Japauto-Honda                        |                                      |
| 1974 | Le Mans                              | Georges Godier                       | Alain Genoud                         | -                                    | Egli-Kawasaki                        |                                      |
| 1975 | Le Mans                              | Georges Godier                       | Alain Genoud                         | -                                    | Kawasaki                             |                                      |
| 1976 | Le Mans                              | Jean-Claude Chemarin                 | Alex George                          | -                                    | Honda                                |                                      |
| 1977 | Le Mans                              | Jean-Claude Chemarin                 | Christian Léon                       | -                                    | Honda                                |                                      |
| 1978 | Le Castellet                         | Jean-Claude Chemarin                 | Christian Léon                       | -                                    | Honda                                |                                      |
| 1979 | Le Castellet                         | Jean-Claude Chemarin                 | Christian Léon                       | -                                    | Honda                                |                                      |
| 1980 | Le Castellet                         | Frank Gross                          | Pierre-Etienne Samin                 | -                                    | Suzuki                               |                                      |
| 1981 | Le Castellet                         | Jean-Claude Jaubert                  | Dominique Sarron                     | -                                    | Honda                                |                                      |
| 1982 | Le Castellet                         | Hervé Guilleux                       | Jean Lafond                          | Patrick Igoa                         | Kawasaki                             |                                      |
| 1983 | Le Castellet                         | Guy Bertin                           | Raymond Roche                        | Dominique Sarron                     | Honda                                |                                      |
| 1984 | Le Castellet                         | Patrick de Radiguès                  | Jean-Pierre Oudin                    | -                                    | Suzuki                               |                                      |
| 1985 | Le Castellet                         | Alex Vieira                          | Gérard Coudray                       | Patrick Igoa                         | Honda                                |                                      |
| 1986 | Le Castellet                         | Dominique Sarron                     | Pierre Bolle                         | Jean-Louis Battistini                | Honda                                |                                      |
| 1987 | Le Castellet                         | Dominique Sarron                     | Jean-Michel Mattioli                 | Jean-Louis Battistini                | Honda                                |                                      |
| 1988 | Le Castellet                         | Alex Vieira                          | Dominique Sarron                     | Christophe Bouheben                  | Honda                                |                                      |
| 1989 | Le Castellet                         | Alex Vieira                          | Jean-Michel Mattioli                 | Roger Burnett                        | Honda                                |                                      |
| 1990 | Le Castellet                         | Alex Vieira                          | Jean-Michel Mattioli                 | Stéphane Mertens                     | Honda                                |                                      |
| 1991 | Le Castellet                         | Alex Vieira                          | Miguel Duhamel                       | Jean-Louis Battistini                | Kawasaki                             |                                      |
| 1992 | Le Castellet                         | Terry Rymer                          | Carl Fogarty                         | Steve Hislop                         | Kawasaki                             |                                      |
| 1993 | Le Castellet                         | Dominique Sarron                     | Jean-Marc Delétang                   | Bruno Bonhuil                        | Suzuki                               |                                      |
| 1994 | Le Castellet                         | Dominique Sarron                     | Christian Sarron                     | Yasutomo Nagai                       | Yamaha                               |                                      |
| 1995 | Le Castellet                         | Terry Rymer                          | Jean-Louis Battistini                | Jehan D'Orgeix                       | Kawasaki                             |                                      |
| 1996 | Le Castellet                         | Alex Vieira                          | William Costes                       | Christian Lavieille                  | Honda                                |                                      |
| 1997 | Le Castellet                         | Terry Rymer                          | Brian Morrisson                      | Jehan D'Orgeix                       | Kawasaki                             |                                      |
| 1998 | Le Castellet                         | Terry Rymer                          | Brian Morrisson                      | Peter Goddard                        | Suzuki                               |                                      |
| 1999 | Le Castellet                         | Terry Rymer                          | Jehan D'Orgeix                       | Christian Lavieille                  | Suzuki                               |                                      |
| 2000 | Magny-Cours                          | Jean-Marc Delétang                   | Fabien Foret                         | Mark Willis                          | Yamaha                               |                                      |
| 2001 | Magny-Cours                          | Brian Morrisson                      | Christian Lavieille                  | Laurent Brian                        | Suzuki                               |                                      |
| 2002 | Magny-Cours                          | Jean-Michel Bayle                    | Sébastien Gimbert                    | Nicolas Dussauge                     | Suzuki                               |                                      |
| 2003 | Magny-Cours                          | Jean-Michel Bayle                    | Sébastien Gimbert                    | Nicolas Dussauge                     | Suzuki                               |                                      |
| 2004 | Magny-Cours                          | Vincent Philippe                     | Keiichi Kitagawa                     | Matthieu Lagrive                     | Suzuki                               |                                      |
| 2005 | Magny-Cours                          | Vincent Philippe                     | Keiichi Kitagawa                     | Matthieu Lagrive                     | Suzuki Castrol                       | Suzuki                               |
| 2006 | Magny-Cours                          | Vincent Philippe                     | Keiichi Kitagawa                     | Matthieu Lagrive                     | Suzuki Castrol                       | Suzuki                               |
| 2007 | Magny-Cours                          | David Checa                          | Sébastien Gimbert                    | Olivier Four                         | GMT                                  | Yamaha                               |
| 2008 | Magny-Cours                          | Vincent Philippe                     | Julien Da Costa                      | Matthieu Lagrive                     | Suzuki Endurance Racing              | Suzuki                               |
| 2009 | Magny-Cours                          | Vincent Philippe                     | Freddy Foray                         | Olivier Four                         | Suzuki Endurance Racing              | Suzuki                               |
| 2010 | Magny-Cours                          | Vincent Philippe                     | Freddy Foray                         | Guillaume Dietrich                   | Suzuki Endurance Racing              | Suzuki GSX-R 1000                    |
| 2011 | Magny-Cours                          | Vincent Philippe                     | Freddy Foray                         | Anthony Delhalle                     | Suzuki Endurance Racing              | Suzuki GSX-R 1000                    |
| 2012 | Magny-Cours                          | Julien Da Costa                      | Grégory Leblanc                      | Olivier Four                         | Kawasaki SRC                         | Kawasaki ZX-10R                      |
| 2013 | Magny-Cours                          | Grégory Leblanc                      | Jérémy Guarnoni                      | Loris Baz                            | Kawasaki SRC                         | Kawasaki ZX-10R                      |
| 2014 | Magny-Cours                          | Grégory Leblanc                      | Matthieu Lagrive                     | Nicolas Salchaud                     | SRC Kawasaki                         | Kawasaki ZX-10R                      |
| 2015 | Le Castellet                         | Grégory Leblanc                      | Matthieu Lagrive                     | Fabien Foret                         | SRC Kawasaki                         | Kawasaki ZX-10R                      |
| 2016 | Le Castellet                         | Anthony Delhalle                     | Etienne Masson                       | Vincent Philippe                     | Suzuki Endurance Racing              | Suzuki GSX-R 1000                    |
| 2017 | Le Castellet                         | David Checa                          | Niccolò Canepa                       | Mike Di Meglio                       | GMT94 Yamaha                         | Yamaha YZF-R1                        |
| 2018 | Le Castellet                         | Joshua Hook                          | Freddy Foray                         | Mike Di Meglio                       | F.C.C. TSR Honda France              | Honda CBR1000RR                      |
| 2019 | Le Castellet                         | Vincent Philippe                     | Étienne Masson                       | Gregg Black                          | Suzuki Endurance Racing              | Suzuki GSX-R 1000                    |
| 2020 | Non disputata (Pandemia di Covid-19) | Non disputata (Pandemia di Covid-19) | Non disputata (Pandemia di Covid-19) | Non disputata (Pandemia di Covid-19) | Non disputata (Pandemia di Covid-19) | Non disputata (Pandemia di Covid-19) |
| 2021 | Le Castellet                         | Gregg Black                          | Xavier Siméon                        | Sylvain Guintoli                     | Yoshimura SERT Motul                 | Suzuki GSX-R 1000                    |
| 2022 | Le Castellet                         | Florian Alt                          | Erwan Nigon                          | Steven Odendaal                      | Viltais Yamaha                       | Yamaha YZF-R1                        |
| 2023 | Le Castellet                         | Gregg Black                          | Sylvain Guintoli                     | Etienne Masson                       | Yoshimura SERT Motul                 | Suzuki GSX-R 1000                    |
| 2024 | Le Castellet                         | Gregg Black                          | Dan Linfoot                          | Etienne Masson                       | Yoshimura SERT Motul                 | Suzuki GSX-R 1000                    |